# Wydział Matematyki, Fizyki i Informatyki Uniwersytetu Gdańskiego
Wydział Matematyki, Fizyki i Informatyki Uniwersytetu Gdańskiego powstał 1 września 1991 roku, po oddzieleniu się z Wydziału Chemii.

## Władze
W kadencji 2024–2028
- Dziekan – dr hab. Marcin Marciniak, prof. UG
- Prodziekan ds. Nauki i Umiędzynarodowienia – dr hab. Błażej Szepietowski, prof. UG
- Prodziekan ds. Rozwoju – dr Jakub Neumann, prof. UG
- Prodziekan ds. Studenckich i Kształcenia – dr Justyna Strankowska

## Historia
W 1945 powstało Pedagogium, które rok później zmieniło nazwę na Państwowa Wyższa Szkoła Pedagogiczna. W 1952 usunięto „Państwowa”. W roku akademickim 1950/1951 rozpoczęto naukę chemii na Wydziale Przyrodniczym. A rok później powstał Wydział Matematyki, Fizyki i Chemii. 21 kwietnia 1967 Rada Wydziału otrzymała prawo do nadawania tytułu doktora.
20 marca 1970, po połączeniu WSP z Wyższą Szkołą Ekonomiczną w Sopocie, powstał Uniwersytet Gdański. Dotychczasowy wydział zachował nazwę. Pięć lat później otrzymał prawo nadawania tytułu doktora habilitowanego. W 1990 dzięki staraniom prof. Jerzego Błażejowskiego, wprowadzono kierunek ochrony środowiska. 1 września 1991, z inicjatywy profesorów fizyki i matematyki, powstały odrębne Wydziały: Chemii oraz Matematyki i Fizyki. Przyczyną było to, iż sala posiedzeń nie mieściła już wszystkich uprawnionych. 
1 października 2003 zmieniono nazwę na Wydział Matematyki, Fizyki i Informatyki.

## Struktura
Jednostki organizacyjne wydziału Matematyki, Fizyki i Informatyki:
- Instytut Matematyki
  - Zakład Topologii Geometrycznej i Teorii Węzłów
  - Zakład Analizy Matematycznej
  - Zakład Funkcji Rzeczywistych
  - Zakład Matematyki Stosowanej i Probabilistyki
  - Zakład Metod Numerycznych i Równań Różniczkowych
  - Zakład Teorii Mnogości
  - Zakład Topologii
  - Zakład Algebry
  - Zakład Geometrii
  - Zakład Dydaktyki Matematyki
- Instytut Fizyki Doświadczalnej
  - Zakład Akustyki i Fizyki Jądrowej
  - Zakład Fizyki Atomowej
  - Zakład Spektroskopii Fazy Skondensowanej
  - Zakład Spektroskopii Molekularnej
  - Zakład Fizyki Stosowanej
  - Zakład Dydaktyki Fizyki
- Instytut Fizyki Teoretycznej i Astrofizyki
  - Zakład Spektroskopii Atomowo-Molekularnej i Astrofizyki
  - Zakład Metod Matematycznych Fizyki
  - Zakład Optyki i Informacji Kwantowej
- Instytut Informatyki
  - Zakład Optymalizacji Kombinatorycznej
  - Zakład Języków Formalnych
  - Zakład Sztucznej Inteligencji
  - Zakład Inżynierii Oprogramowania
  - Zakład Informatyki Kwantowej

## Koła Naukowe
Na Wydziale Matematyki, Fizyki i Informatyki Uniwersytetu Gdańskiego działają studenckie koła naukowe:
- Koło Naukowe „Kuźnia”
- Koło Naukowe Robomaniacs – nieaktywne
- Koło Naukowe Fizyków
- Koło Naukowe Fizyków Medycznych Siwert
- Koło Naukowe Kolor
- Koło Naukowe Matematyków UG

## Adres
ul. Wita Stwosza 57

80–952 Gdańsk